# Creaviva
Creaviva (von lateinisch  creare (schöpfen, erschaffen) und vivere (leben)) heisst das Kunst-Atelier für Menschen ab vier Jahren bis ins hohe Alter im Zentrum Paul Klee in Bern. Es versteht sich als Kompetenzzentrum für praktische, erlebnisorientierte und interaktive Kunstvermittlung. Die Besuchenden sollen über ihre eigene kreative Tätigkeit zu einem besseren Verständnis der Kunst und damit zu sich selbst herangeführt werden. Gegründet wurde das Creaviva vom Stifter des Zentrum Paul Klee, dem Orthopädieprofessor Maurice Edmond Müller und seiner Tochter, Janine Aebi-Müller, die sich in den USA zur Kunstpädagogin ausbilden liess. Eröffnet wurde das Creaviva 2005 gleichzeitig mit dem Zentrum Paul Klee.

## Geschichte
Der Chirurg Maurice Edmond Müller und seine Frau Martha Müller-Lüthi entschlossen sich 1998, der Stadt und dem Kanton Bern den Bau des interdisziplinären Zentrums Paul Klee (ZPK) zu ermöglichen. Sie stellten dafür weit über CHF 100 Mio. zur Verfügung. Das ZPK, geplant und gebaut vom italienischen Architekten Renzo Piano, wurde 2005 eröffnet.
Weil ihnen eine nachhaltige Kunstvermittlung, ausgehend von der eigenen Kreativität des Menschen, besonders am Herzen lag, gründeten Maurice Edmond Müller und seine Tochter Janine Aebi-Müller während der Planungs- und Bauphase des ZPK, am 10. Juni 2002, die Fondation du Musée des Enfants auprès du Centre Paul Klee (FME) und statteten diese mit finanziellen Mitteln in der Höhe von CHF 5,5 Mio. für den Betrieb während der ersten sieben Jahre aus. Sie taten dies, um der praktischen Kunstvermittlung im werdenden Zentrum Paul Klee den ihr zukommenden zentralen Platz zu verschaffen.
10 Tage nach der Gründung der FME, am 20. Juni 2002, wurde der Grundstein für das ZPK dort gelegt, wo sich heute das Creaviva befindet.
Nach der Gründung der FME bis zur Eröffnung 2005 konnte sich das Team, das die Betriebsaufnahme des ZPK vorbereitete, dank der Grosszügigkeit von Maurice Edmond Müller, in den wichtigsten europäischen Kindermuseen ein Bild vom Stand der Museumspädagogik in Europa machen. Daraus und aus der Zusammenarbeit mit anderen museumspädagogischen Diensten haben Janine Aebi-Müller und Adrian Weber, der erste Leiter des Creaviva, nicht eine weitere museumsdidaktische Einheit ähnlichen Zuschnitts entwickelt, wie sie bereits an praktisch allen Kunstmuseen existieren, sondern sie haben eine Institution der praktischen Kunstvermittlung geschaffen, die von Ansätzen ausgeht, wie sie bisher noch nicht gebraucht worden sind.

### Stiftung
Von 2002 bis Mitte 2007 hat Maurice E. Müller die FME persönlich präsidiert. Seither leitet Janine Aebi-Müller die Stiftung.
Heute setzt sich der Stiftungsrat wie folgt zusammen:
- Janine Aebi-Müller, Präsidentin
- Ulrich Hofmann, Vizepräsident
- Corinne Mariéthoz-Aebi
- Ueli Winzenried

### Konzept
Die ersten Kindermuseen sind um 1900 in den USA geschaffen worden. Ab 1970 folgten die ersten Gründungen in Europa, und in der Schweiz entstand das erste Kindermuseum 1984 in Baden. Nach 1980 wurden in vielen Museen in der Schweiz museumspädagogische Dienste eingerichtet.
Das Creaviva im Zentrum Paul Klee in Bern versteht sich, im Unterschied zu den meisten museumspädagogischen Einrichtungen, als Kompetenzzentrum für praktische, erlebnisorientierte und interaktive Kunstvermittlung. Es geht darum, die Besuchenden durch ihre eigene Kreativität und mit der Hilfe des bildnerischen Schaffens von Paul Klee, zur Kunst, zum Verstehen und Aufnehmen von Kunst und künstlerischen Inhalten heranzuführen.
Die Teilnehmenden setzen sich in Workshops mit integriertem Besuch in der Sammlung oder einer Wechselausstellung des ZPK, in einstündigen offenen Ateliers oder in interaktiven Ausstellungen gestalterisch mit Kunst auseinander. Ausgangspunkt ist immer entweder eine von Paul Klee angewandte Technik, ein von ihm in einem Einzelwerk oder einer Werkreihe bearbeitetes Thema oder die aktuelle Ausstellung im ZPK. Das Creaviva geht damit über die bisher gepflegten Formen der Kunstvermittlung hinaus, weil die Teilnehmenden über ihr eigenes kreatives Schaffen ihre gestalterischen und sensorischen Fähigkeiten und damit ihre Fähigkeit zur Kunstbetrachtung entwickeln. Das Ziel ist erreicht, wenn sich die Besuchenden von Kunst, von künstlerischen Aussagen angezogen und berührt fühlen. Es geht ganz besonders auch darum, die Schwellen zum Museumsbesuch niedrig zu halten, damit auch Menschen, die üblicherweise Museen nicht besuchen, einen Zugang zur Kunst finden können. Angebote richten sich an Kindergärten und Schulen aller Stufen, an Menschen mit Behinderungen, Kinder, Jugendliche, ganze Familien, sowie mit Weiterbildungsangeboten für Unternehmen und weitere Erwachsenengruppen an Erwachsene.

## Angebote

### Workshops

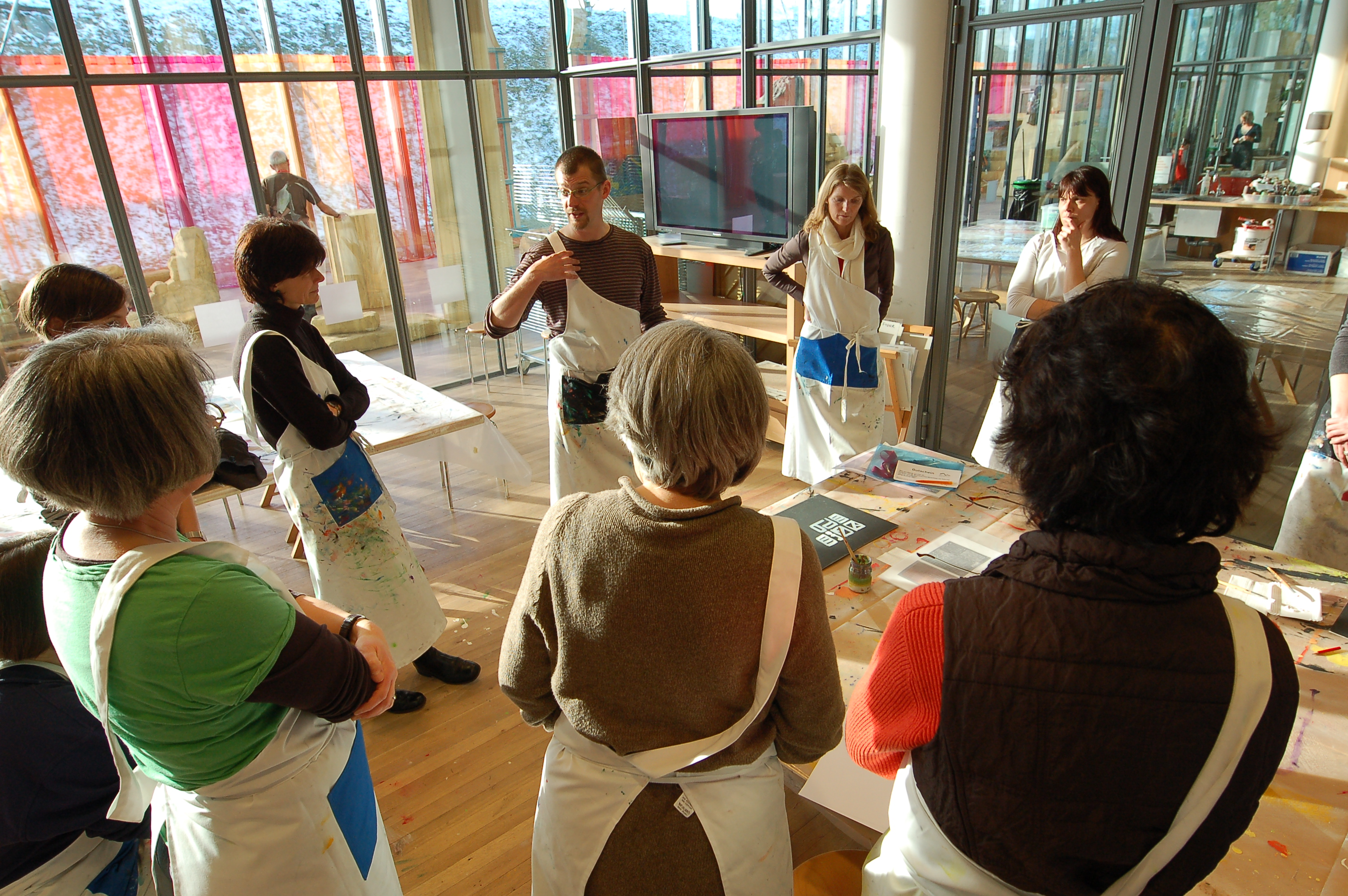
Lehrer-Weiterbildung in einem Workshop

Zur Gründungszeit wurde das Creaviva mit der Bezeichnung „Kindermuseum“ versehen. Diese lässt darauf schliessen, dass sich die Angebote ausschliesslich an Kinder richten. Die Gründer haben jedoch von Anfang an ein Mehrgenerationenpublikum erreichen wollen, „weil im Innern eines jeden Menschen ein Kind steckt“.
So nehmen neben Kindern ab 4 Jahren, Jugendlichen und Schulen aller Stufen auch Erwachsene an Workshops teil. Diese sind immer verbunden mit einer Führung in der gerade laufenden Ausstellung im Zentrum Paul Klee. Die Schulen erfüllen mit ihren Besuchen im Creaviva einen Teil der Lehrpläne im Fach Bildnerisches Gestalten. Unternehmen führen Teamanlässe durch, Lehrkräfte lassen sich weiterbilden und freie Gruppen von Erwachsenen nutzen die Angebote zur Feier eines Jubiläums oder als Freizeitangebot. Die mehrstündigen Gruppenworkshops werden vor allem von Schulklassen genutzt. Diese stammen dank der bewusst nicht kostendeckenden Preise und der Zusammenarbeit mit RailAway aus der ganzen Schweiz.
Seit 2011 finden unter dem Titel „Klee ohne Barrieren“ Workshops und Führungen für Menschen mit einer Behinderung statt und seit Herbst 2012 werden unter dem Titel „Saper vedere“ für Schulen der Sekundarstufen I und II Workshops in Architekturvermittlung angeboten.
Ein wichtiges Angebot sind auch die Kurse für Kinder, die musikalisches und bildnerisches Gestalten verbinden. Diese werden gemeinsam mit dem Konservatorium Bern angeboten.

Eine Schulklasse im Atelier

### Kurse

Kinder in einer interaktiven Ausstellung im Loft des Kindermuseums Creaviva

Seit 2011 finden Kurse „Kunst und neue Medien („creaTiV!“)“ für Jugendliche auf der Basis von digitalen Bild- und Tonverarbeitungstechnologien statt, in denen Gestaltungsprinzipien und Techniken von Paul Klee verwendet werden, um Animationsfilme zu produzieren (z. B. in Stop-Motion-Technik).
Während der Schulferien können Kinder und Jugendliche Ferienkurse mit wechselnden Themen besuchen. Immer samstags während der Schulzeit findet das Kinderforum statt, in welchem Kinder in das Abenteuer Kunst, Farbe und Formen eintauchen und so dem Werk von Paul Klee begegnen können.
Beispiele für vermittelte Inhalte und Techniken:
- Collage
- Aquarell
- Radierung
- Impasto
- Mosaik
- Siebdruck
- Stempelzeichnung
- Architekturmodelle und -techniken
- Skulpturen aus Gips über Drahtskelett
- Malerei mit Farbrollen und Acrylfarben

### Interaktive Ausstellungen
Im grosszügigen Loft vor den drei grossen Ateliers werden den Besuchenden des ZPK und des Creaviva interaktive Ausstellungen gezeigt. Sie nehmen Bezug zu einer laufenden Ausstellung und laden die Besuchenden ein, selber Hand anzulegen, aktiv zu werden, die Ausstellung mitzugestalten und damit zu verändern.

### Offenes Atelier
Für Kinder aller Altersstufen, Erwachsene und die ganze Familie wird das seit der Eröffnung im Jahre 2005 existierende, vom damaligen Leiter, Adrian Weber, entwickelte „Offene Atelier“ angeboten. Auch hier werden die Teilnehmenden über ihr eigenes Schaffen an die Kunst und das Werk von Paul Klee herangeführt.
Professionelle Kunstvermittler begleiten die Teilnehmenden und führen sie innerhalb einer Stunde an eine bestimmte Technik aus dem bildnerischen bzw. plastischen Bereich oder an ein bestimmtes Thema aus dem Schaffen von Paul Klee heran. Die Themen wechseln monatlich und stehen immer in Bezug zu den aktuellen Ausstellungen im Zentrum Paul Klee.
Ziel ist es, die Besuchenden an neue Techniken und Materialien heranzuführen und am Spiel der Farben und Formen Freude zu erleben.
Das Offene Atelier dauert eine Stunde und wird Dienstag bis Freitag um 14.00 und 16.00 Uhr, Samstag und Sonntag um 12:00, 14:00 und 16:00 Uhr angeboten.

## Das Gebäude von Renzo Piano

Das Zentrum Paul Klee in Bern

Das Creaviva ist in dem vom italienischen Architekten Renzo Piano gebauten Zentrum Paul Klee untergebracht. Der Bau im Schöngrün, am Ostrand der Stadt Bern, mit öffentlichen Verkehrsmitteln und mit dem Auto sehr gut erreichbar, zeichnet sich durch drei in das Gelände eingelassene, aus Stahlbögen geformte Hügel mit je unterschiedlichen Funktionen aus.
Die drei Hügel werden durch eine 150 m lange so genannte „Museumsstrasse“ verbunden, die als „Flaniermeile“ ausgestaltet ist mit Museumsshop, Cafeteria und Information.
Das Creaviva belegt im Hügel Nord das gegen Westen durch eine durchgehende Glasfront geöffnete und für die Besuchenden von aussen einsichtige Untergeschoss.
Insgesamt stehen rund 700 m² Fläche zur Verfügung mit dem Loft für die Interaktiven Ausstellungen und drei Ateliers für die Workshops und das Offene Atelier.
Das ganze Zentrum Paul Klee ist barrierefrei.